# Kuantan
Kuantan è la città capoluogo e un distretto dello stato di Pahang, in Malaysia. Nona città del paese, sorge sulle rive del fiume omonimo, alla foce nel mar Cinese Meridionale.